# Berichte zur Wissenschaftsgeschichte
Die Berichte zur Wissenschaftsgeschichte (Untertitel History of Science and Humanities) sind eine deutschsprachige wissenschaftshistorische Zeitschrift. 
Die Zeitschrift veröffentlicht Originalbeiträge zu Bereichen der Wissenschaftsgeschichte und ihren Verbindungen zur Wissenschaftstheorie, zu den Human- und Geisteswissenschaften, zur Kunstgeschichte und zu den Medienwissenschaften. Der Schwerpunkt liegt auf Epochen der Neuzeit.
Die Zeitschrift erscheint mit vier Ausgaben pro Jahr, arbeitet mit dem Peer-Review-Verfahren und hat einen registrierten Impact Factor. Sie erscheint gedruckt im Wiley-VCH Verlag und online bei Wiley-Interscience. Elektronisch ist sie in der Wiley Online Library verfügbar.
Seit Januar 2019 wird die Zeitschrift herausgegeben von einem Redaktionsteam, bestehend aus Kärin Nickelsen (München) als Leiterin, Christian Joas (Kopenhagen), Fabian Krämer (München) und Dominik Knaupp (München). Die Arbeit der Redaktion wird von einem wissenschaftlichen Beirat (Editorial Board) begleitet.
Die Berichte zur Wissenschaftsgeschichte wurde 1978 von dem Wissenschaftshistoriker Fritz Krafft begründet und bis 2007 von ihm herausgegeben. In der Folge übernahm Cornelius Borck (Lübeck) die Herausgabe. Die Zeitschrift fungierte in diesen Jahren als offizielles Organ der Gesellschaft für Wissenschaftsgeschichte (GWG). Seit die GWG im Jahr 2018 gemeinsam mit der Deutschen Gesellschaft für die Geschichte der Medizin, Naturwissenschaft und Technik (DGGMNT) in der neu gegründeten Gesellschaft für die Geschichte der Wissenschaften, der Medizin und der Technik (GWMT) aufging, werden die Berichte als unabhängige Zeitschrift weitergeführt.